# Rodolfo Di Sarli
Rodolfo Di Sarli (Bahía Blanca, 26 de noviembre de 1920- 23 de junio de 2001) fue locutor de radio y televisión, el histórico relator de Titanes en el Ring.

## Biografía
Di Sarli llegó a la ciudad de La Plata a edad temprana.  
A comienzos del '40 comenzó a trabajar como locutor en el Teatro Argentino. Luego consiguió el puesto de Jefe de la Sección Técnica del Departamento de Bibliotecas Populares de la Dirección General de Cultura, La Plata.
A comienzos de 1950 ingresó a Radio Provincia, fue locutor del programa Mañanitas camperas. Luego pasó a Radio El Mundo. 
En la década de los 60 se inició en la televisión como relator de Titanes en el Ring, por el Canal 9. Permaneció hasta 1988 en la empresa de Martín Karadagián, fue el relator de los combates en el Luna Park.